# Rosemarie Castoro
Rosemarie Castoro (nascuda a Brooklyn, Nova York, Estats Units d'Amèrica; 1939-2015) fou una artista nord-estatunidenca considerada precursora del moviment minimalista de Nova York.
Rosemarie Castoro fou una artista nord-americana que treballà el dibuix, la pintura, l'escultura i altres mitjans. Se l'associa amb el Minimalisme, l'Art Conceptual i la poesia concreta o poesia visual. Castoro va ser pionera en la pintura monocromàtica i en l'abstracció. El moviment del cos humà a través de l'espai físic va ser un tema recurrent en la seva obra. Durant els anys 60s participà en diverses performances amb Yvone Rainer, pionera de la dansa minimalista, i s'implicà cada vegada més en l'estudi de coreografia del Institut Pratt, on finalment es graduà amb un BFA el 1963. Als anys 70 Castoro es focalitzà més en escultura. Al 1971 creà una sèrie d'escultures minimalistes de gegants anomenades Free standing wall pieces (Peces de la paret que pengen lliures), les quals encoratjaven a la interacció performativa. Les superfícies dels panels eren tractats amb grafit, gesso i pols de marbre, tot densament aplicat semblant brusques pinzellades. L'obra de Castoro, Flashers, va ser escollida per al póster de l'Artpark de 1979 amb el títol Public Sculpture for the Post-Heroic Age. A l'Artpark es mostraven escultures, performances i art públic. Castoro hi presentà unes formes negres de 2,10 metres aproximadament fetes amb xapa metàl·lica galvanitzada.
D'acord amb la declaració de la seva representant, "ella era molt conscient que les dones artistes que treballaven en entorns d'estil formalista no podien evitar la pèrdua de temps basada en el gènere," tot i que ella romania "en un estil d'obra abstracta no representacional."

## Col·leccions
Té presència a diverses col·leccions de museus:
- Museum of Modern Art, Nova York
- Newark Museum, Nova Jersey
- Cornell Fine Arts Museum, Winter Park, Florida
- University Art Museum, Berkeley
- Centre national des arts plastiques, París
- Collection U.S. Embassy[5]